# Daniela Vergara
Daniela Vergara (Alessandria d'Egitto, 8 maggio 1951) è una giornalista e conduttrice televisiva italiana.

## Biografia
Figlia unica di Mario Francesco Vergara (1925-1964) e Giuseppina Pietrini. Discendente di un'antica famiglia della nobiltà napoletana (i Vergara Caffarelli), Daniela Vergara è nata in Egitto, ma la sua famiglia, originaria di Frattamaggiore, si spostò presto in Italia. Ha studiato presso la Scuola europea di Varese. Appassionatasi al giornalismo, si iscrive all'albo nazionale dei professionisti il 19 febbraio 1982. Dopo un'esperienza al TG3 (nel corso della quale tra l'altro, nel 1992, condusse l'intervista in cui Bettino Craxi, leader del Partito Socialista Italiano, definì mariuolo isolato Mario Chiesa, primo arrestato di Tangentopoli) è entrata a far parte stabilmente della redazione del TG2, conducendone le edizioni in varie fasce orarie e occupandosi prevalentemente di giornalismo politico ed è spesso inviata al seguito del presidente della Repubblica.
Nel 1998 ha fatto una breve partecipazione nella prima stagione del telefilm Un medico in famiglia, interpretando se stessa che realizza un servizio giornalistico per la televisione. Nel 2000 recita nuovamente nel ruolo di se stessa nel film Zora la vampira. Tra il 2004 ed il 2005 ha condotto Punto e a capo, il giovedì in prima serata su Rai 2, con Giovanni Masotti. Nel 2008 ha ricevuto il premio giornalistico "Matilde Serao". Il 21 maggio 2011 riceve il "premio Ernest Hemingway" per il giornalismo radiotelevisivo.

### Vita privata
È stata la seconda moglie del giornalista e conduttore televisivo Luca Giurato.

## Televisione
- TG3
- TG2 (Rai 2, 1995-2004)
- Punto e a capo (Rai 2, 2004)